# Enrique Hernández Alcázar
Enrique Hernández Alcázar, es un periodista mexicano egresado de la UNAM. Creador, conductor y director de El Weso desde el año 2004, programa que se transmite por W Radio.
Participaba en televisión como colaborador del programa Almohadazo conducido por Fernanda Tapia.
Tiene un libro de su autoría elaborado junto con los integrantes de El Weso, titulado "En el país del Weso" de Editorial Grijalbo, en donde narra a manera de humor los sucesos más revelantes en el mundo político y social de México.